# Lise Deharme
Lise Deharme, née Lise Anne-Marie Hirtz à Paris 8e le 5 mai 1898 et morte à Neuilly-sur-Seine (Hauts-de-Seine) le 19 janvier 1980, est une romancière et poétesse française ainsi que l'une des muses du surréalisme.

## Biographie
Née de Victoire Louis-Dreyfus et de Edgard Hirtz, médecin-chef de l'hôpital Necker, elle fréquente très tôt les milieux artistiques et littéraires. 
Elle rencontre André Breton en octobre 1924 : « J'étais allée avec Philippe Soupault à une représentation de je ne sais plus quelle pièce de Shakespeare. Pendant le spectacle, j'ai eu comme l'impression d'une présence derrière moi, je me suis retournée et j'ai vu, à côté de Braque et de sa femme, un extraordinaire visage d'homme, différent de tous ceux que j'avais pu voir jusque-là. À l'entracte, Soupault est allé leur parler et, en regagnant sa place, m'a dit que c'était André Breton et que je l'avais positivement fasciné. Il demandait si j'acceptais de venir un jour à la Centrale surréaliste… »,.
C'est à la suite de cette visite que Breton lui demande de laisser l'un de ses gants de daim bleu pâle pour en faire un moulage en bronze et l'utiliser comme symbole du mouvement surréaliste, accolant ainsi un surnom des plus évocateurs à Deharme : la Dame au gant. L'épisode est relaté par Breton dans son récit Nadja, où Lise Deharme apparaît sous le nom de Lise Meyer (Lise Deharme était alors mariée avec Pierre Meyer). 
« Je me souviens aussi de la suggestion en manière de jeu faite un jour à une dame, devant moi, d'offrir à la “Centrale Surréaliste”, un des étonnants gants bleu ciel qu'elle portait pour nous faire visite à cette “Centrale”, de ma panique quand je la vis sur le point d'y consentir, des supplications que je lui adressai pour qu'elle n'en fît rien. Je ne sais ce qu'alors il put y avoir pour moi de redoutablement, de merveilleusement décisif dans la pensée de ce gant quittant pour toujours cette main. »
En 1921, elle épouse en premières noces à Paris, Pierre Meyer (1901-1933), danseur partenaire de Joséphine Baker, dont elle se sépare, puis divorce en mai 1928. En 1933, ce dernier est retrouvé mort dans un hôtel de Rouen des suites d'absorption de stupéfiants.
En décembre 1928, elle épouse en secondes noces Paul Deharme, producteur et réalisateur radiophonique, responsable de la publicité de Radio-Paris. C'est pour leurs enfants, Tristan et Hyacinthe, ainsi que pour Daniel, le fils de Darius Milhaud, que Robert Desnos écrira les poèmes réunis plus tard sous le titre de La Ménagerie de Tristan, Le Parterre d'Hyacinthe, La Géométrie de Daniel, réunis dans deux recueils Chantefleurs et Chantefables. 
En 1933, elle est directrice de rédaction du Phare de Neuilly, revue surréaliste qui publie des textes poétiques et littéraires aussi bien que des articles ayant trait à la société et à la politique. Autour d'elle se constitue un cénacle où se croisent, outre des poètes et des écrivains, des personnalités comme Antonin Artaud, Max Ernst, Salvador Dalí, Wolfgang Paalen, Pablo Picasso et Jean-Louis Barrault. Parallèlement, elle fait paraître elle-même des recueils de poèmes. Durant l'Occupation, elle rejoint le Comité national des écrivains lancé par Paul Éluard, où se retrouvent entre autres Louis Aragon, Jean Cassou, Michel Leiris, Jean Paulhan, Jean Tardieu, Elsa Triolet et Vercors. Elle participe également à la publication clandestine L'Honneur des poètes. 
Dans sa maison landaise, à Montfort-en-Chalosse, elle reçoit ses amis artistes : André Breton, Max Ernst, Paul et Nush Eluard, Dora Maar et Picasso. Man Ray y réalise des prises de vue pour un film improvisé par Breton et Paul Éluard. Le film n'aboutit pas et il ne reste de ce projet que quelques photos dont notamment, celle où Breton pose devant une fenêtre avec une libellule sur le front.
Au lendemain de la guerre, elle se lance dans le genre romanesque et publie une série de romans dont certains seront interdits à la vente aux mineurs.
Elle meurt en janvier 1980, à l'âge de quatre-vingt-un ans. Ses cendres, déposées au crématorium-columbarium du Père-Lachaise, en ont disparu. 
Elle est la grand-mère de Caroline Deharme, de Nathalie Deharme, d'Aude Deharme et Laure Deharme. Elle est également l'arrière-grand-mère du plasticien Bastien Lecouffe-Deharme[réf. nécessaire].

## Romancière et poète
Lise Deharme a été l’auteure prolifique de romans, de poésie, d’un récit autobiographique, d’un journal intime, de contes et de textes de théâtre et aussi directrice du Phare de Neuilly. En parallèle, elle a participé à plusieurs projets collaboratifs avec d’autres artistes surréalistes. La place de la collaboration comme moteur esthétique, comme « machine à influence amorcée », pour reprendre l’expression du chef de file du Surréalisme, André Breton, est grande dans ce mouvement avant-gardiste. L’auteure est en outre à l’origine de textes dans Il était une petite pie (1928) et Le Tablier blanc (1958), tous deux illustrés par Joan Miró ; elle est co-auteure de Farouche à quatre feuilles avec André Breton, Julien Gracq et Jean Tardieu. 
Elle a aussi été l’instigatrice de trois projets collaboratifs dans lesquels elle partage l’espace du livre avec la photographe Claude Cahun, dans le premier cas, et Leonor Fini, illustratrice, dans les deux suivants.
Le Cœur de Pic (1937) contient trente-deux poèmes pour les enfants rédigés par Deharme et vingt « saynètes » photographiques de Cahun qui mettent en scène plantes, animaux et objets divers composant l’univers merveilleux et fantasmé d’un petit personnage nommé Pic. D’après François Leperlier, l’album collaboratif « témoigne d’une grande liberté de ton qui n’allait pas sans une réelle âpreté, avec une inquiétude grave et malicieuse à la fois, une humeur rebelle et ténébreuse». 
Le Poids d’un oiseau (1955), cette fois réalisé avec Leonor Fini, fait cohabiter quinze micro-récits deharmiens et cinq dessins à l’encre de Chine de Fini. Le livre narre des histoires sur fond de « contes de fées pour adultes » qui « abordent l’impuissance humaine devant la mort, le rapport au temps et l’éternel retour, motif emblématique de l’absurdité de l’existence ». L’apparence spectrale des dessins finiens dispersés çà et là sont cohérents avec l'aspect fantomatique remarquable des récits, avec cet « éternel retour » mis en mots par Deharme. 
Oh ! Violette ou La Politesse des végétaux (1969) réunit à nouveau Deharme et Fini, cette fois dans un roman retraçant les aventures érotiques de la jeune comtesse de Lazagnon et où sont glissés huit dessins de Fini. Marie-Claire Barnet résume en ces termes une idée majeure de l’œuvre : « L’écrivaine montre ainsi, puisque son héros et son héroïne ne connaissent jamais d’heureux dénouement à leurs intrigues, qu’un tel idéal de couple harmonieux, d’amour éternel de contes de fées, est aussi une nouvelle perversion ».

## Œuvres de Lise Deharme
Sous le nom de Lise Hirtz
- Images dans le dos du cocher, Paris, Éditions des Feuilles libres, 1922
- Il était une petite pie, sept chansons et trois chansons pour Hyacinthe avec huit dessins en couleurs par Joan Miró, Paris, Éditions Jeanne Bucher, 1928[19]

Sous le nom de Lise Deharme
- Cahier de curieuse personne, Paris, Éditions des Cahiers libres, 1933
- Le Cœur de Pic : trente-deux poèmes pour les enfants, illustré de vingt photographies par Claude Cahun, Paris, José Corti, 1937. Réédition Nantes, éditions MeMo, 2004[20]
- Cette année-là, préface de Paul Éluard, Paris, Gallimard, 1945[21]
- Dédié à  l'élégance. Textes de Jean Cassou, Lise Deharme, Paul Eluard, Clara Malraux,… Illustrations de Christian Bérard, Jean Effel, Fougeron, Valentine Hugo, Marie Laurencin, Matisse, Picasso, Touchagues. Union nationale des intellectuels, Paris, 1945
- Insolence, Paris, Fontaine, 1946
- Le Pot de mousse, Paris, Fontaine, 1946
- La Porte à côté, Paris, Gallimard, 1949
- Ève la Blonde, Paris, Gallimard, 1952
- Portraits de famille . 6 gravures en couleurs de Léonor Fini. Textes par Audiberti, Marcel Béalu, Jean Cocteau, Lise Deharme, André Pieyre de Mandiargues, Francis Ponge, (Paris) 1952
- Farouche à quatre feuilles (avec André Breton , Julien Gracq et Jean Tardieu ), Paris, Grasset, 2009, (1 ère edit. 1954)
- Le Poids d'un oiseau, illustrations de Léonor Fini, Paris, Le Terrain vague, 1955[22]
- Le Château de l'Horloge, Paris, Julliard, 1955
- Les Quatre Cents Coups du diable, Paris, Deux-Rives, 1956
- Et la bête, Paris, Fasquelle, 1957
- La Comtesse Soir, Paris, Julliard, 1957
- Et la bête, Paris, Fasquelle, 1957
- Le Tablier blanc, avec deux gravures de Joan Miró, Alès, Pab, 1958[23]
- Laissez-moi tranquille, Paris, Julliard, 1959
- Les Années perdues, Journal, 1939-1949, Paris, Plon, 1961
- Carole ou Ce qui plaît aux filles, Paris, Julliard, 1961
- Pierre de la Mermorte, Paris, Julliard, 1962
- L'Enchanteur, Paris, Grasset, 1964
- Les Chats. Photographies de Hanns Reich, Paris, Hazan, 1965
- L'Amant blessé, Paris, Grasset, 1966
- Oh ! Violette ou la Politesse des végétaux, illustrations de Léonor Fini, Paris, Losfeld, 1969[24]
- Le téléphone est mort, Paris, Losfeld, 1973
- La Marquise d'Enfer, Paris, Grasset, 1976
- La Caverne, Troyes, Librairie bleue, 1984

## Images et voix de Lise Deharme

### Émissions TV
- L'Ile des voix, d'après Robert Louis Stevenson, réalisée par Paul Deharme, avec les voix de Lise Deharme, Marcel Herrand, Jean Marchat, Sylvain Itkine, 1re diffusion le 02/03/1935 sur Radio Luxembourg, 2e diffusion le 07/04/1935 Poste Parisien à 20h15 ; Notice Ina PHD86065833
- Le prix Max Jacob de poésie, le grand prix du disque du bonheur, 25/03/1954, INA
- Lectures pour tous, 04/11/1959, INA
- Vacances d'hier, d'aujourd'hui et de demain, 21/06/1961, INA
- Lectures pour tous, 02/08/1961, INA
- Lectures pour tous, 06/05/1964, INA
- L’œil écoute, Paris : les surréalistes, 29/05/1964, SONUMA-RTBF
- Panorama Lise Deharme et André Breton, 30/09/1966, INA
- Lectures pour tous, 01/03/1967, INA
- Dans la mémoire de Lise Deharme : un poète nomme André Breton, documentaire de J.J. Bloch, 25/09/1974, INA

### Émissions Radio (INA)
- Amitiés musicales des écrivains, Archives littéraires : Lise Deharme, 30/06/1948
- Boris Vian sur La porte à côté, roman de Lise Deharme, 13/12/1949, ORTF
- L'art et la vie, 02/02/1950, ORTF
- Tête de ligne : Lise Deharme, 28/04/1950, ORTF
- Le goût des livres, Eve la blonde de Lise Deharme, 09/07/1952, ORTF
- Plein feu sur les spectacles du monde, 25/12/1953, ORTF
- Dormeurs éveillés, 29/12/1953, ORTF
- Poésie pas morte, 06/04/1954, ORTF
- Rendez-vous à cinq heures, Lise Deharme : ses goûts musicaux, 23/05/1955, ORTF
- Premier poème et poèmes d'aujourd'hui : Lise Deharme, 15/12/1957, ORTF
- Les premiers pas, 03/07/1962, ORTF
- L'étoile de chance, 02/01/1963, ORTF
- Cher ami, 02/04/1963, ORTF
- Les histoires extraordinaires, 22/09/1964, France Inter
- Les rêves perdus de Lise Deharme, 14/01/1965, France Inter
- Le texte et la marge, 12/04/1973, France Culture
- Radioscopie, 25/05/1973, France Inter
- Entretiens avec Lise Deharme, interviewée par Dominique Rabourdin, 10 parties, diffusées entre le 15 et le 28 mai 1974, France Culture
- À voix nue : grands entretiens d'hier et d'aujourd'hui, 21/12/1993, France Culture (reprise)

### Portraits: photos
- Portraits photographiques par Man Ray, Dora Maar 
  - https://www.centrepompidou.fr/fr/recherche?terms=Lise%20Deharme
  - https://www.pinterest.fr/pin/Ae_XkNrubO734ujYKynhEByzCJyhckS7mY5-D86iyBcqSv5DFdvFQtg/

### Portraits: tableaux dessins
- Pierre LEAUTE, (1905-1984), Portrait de la poétesse essayiste " Lise Deharme ", Huile sur panneau parqueté, 1943, 71 x 48,5 cm
- Jean Gabriel DOMERGUE (1889 -1962), Portrait de Lise Deharme, 1922.
- Valentine Hugo, (1890 - 1968), Portraits de Lise Deharme, dessin 
  - http://www.artnet.fr/artistes/valentine-hugo/lise-deharme-portraits-9DzdMpPqXJHmKD7Rga0nYg2
  - http://www.artnet.com/artists/valentine-hugo/portrait-de-lise-deharme-W5r_DSE87cRi-NH_ANgapA2

## Archives
- Fonds : Lise Deharme (1939-1968) [archives écrites ; 3 cahiers, 2 classeurs].  Cote : DEHA 1 - 5. Paris : Bibliothèque Kandinsky, Centre Pompidou (présentation en ligne).
- Archives  départementales des Landes - Archives privées 
  - Fonds de l'écrivain Lise Deharme (107 J)
  - Collection de publications de Lise Deharme (108 J)
  - Lise Deharme : lettres à son cher Claude Bénédick, dont deux écrites des Landes, avec une carte photographique représentant Lise Deharme dans ses rosiers. 1951-1967 - Cote 1 J 1441